# José Francisco Rezende Dias
José Francisco Rezende Dias (Brasópolis, 2 aprile 1956) è un arcivescovo cattolico brasiliano, dal 30 novembre 2011 arcivescovo metropolita di Niterói.

## Biografia

### Formazione e ministero sacerdotale
Ha frequentato gli studi di filosofia nel seminario arcidiocesano locale e quelli di teologia presso l'istituto dehoniano di Taubaté. 
Dopo essere stato ordinato sacerdote il 10 novembre 1979, ha ricoperto il ruolo di direttore spirituale del seminario arcidiocesano di Pouso Alegre, rettore dell'istituto teologico interdiocesano e vicario generale.
Nel 1989 ha conseguito la licenza in teologia spirituale presso la Pontificia facoltà teologica Teresianum di Roma.

### Ministero episcopale
Il 28 marzo 2001 papa Giovanni Paolo II lo ha nominato vescovo ausiliare di Pouso Alegre e vescovo titolare di Torri di Ammenia. 
Il 2 giugno 2001 ha ricevuto la consacrazione episcopale dalle mani dell'arcivescovo Ricardo Pedro Chaves Pinto Filho, co-consacranti il vescovo di Caliabria Walmor Oliveira de Azevedo e il vescovo titolare di Ita Pedro Luiz Stringhini.  
Il 30 marzo 2005 lo stesso papa Giovanni Paolo II lo ha nominato vescovo di Duque de Caxias.
Il 30 novembre 2011 papa Benedetto XVI lo ha nominato arcivescovo metropolita di  Niterói. Ha preso possesso dell'arcidiocesi il 12 febbraio 2012 e ha ricevuto il pallio dallo stesso papa il 29 giugno successivo.

## Genealogia episcopale  e successione apostolica
La genealogia episcopale è:
- Cardinale Scipione Rebiba
- Cardinale Giulio Antonio Santori
- Cardinale Girolamo Bernerio, O.P.
- Arcivescovo Galeazzo Sanvitale
- Cardinale Ludovico Ludovisi
- Cardinale Luigi Caetani
- Cardinale Ulderico Carpegna
- Cardinale Paluzzo Paluzzi Altieri degli Albertoni
- Papa Benedetto XIII
- Papa Benedetto XIV
- Cardinale Enrico Enriquez
- Arcivescovo Manuel Quintano Bonifaz
- Cardinale Buenaventura Córdoba Espinosa de la Cerda
- Cardinale Giuseppe Maria Doria Pamphilj
- Papa Pio VIII
- Papa Pio IX
- Cardinale Alessandro Franchi
- Cardinale Giovanni Simeoni
- Cardinale Antonio Agliardi
- Cardinale Basilio Pompilj
- Arcivescovo Joaquim Domingues de Oliveira
- Cardinale Jaime de Barros Câmara
- Arcivescovo Jose Newton de Almeida Baptista
- Cardinale Serafim Fernandes de Araújo
- Arcivescovo Ricardo Pedro Chaves Pinto Filho, O.Praem.
- Arcivescovo José Francisco Rezende Dias

La successione apostolica è:
- Vescovo Marco Aurélio Gubiotti (2013)
- Vescovo Geraldo de Paula Souza, C.SS.R. (2022)
- Vescovo José Otacio Oliveira Guedes (2024)